# Dyktafon

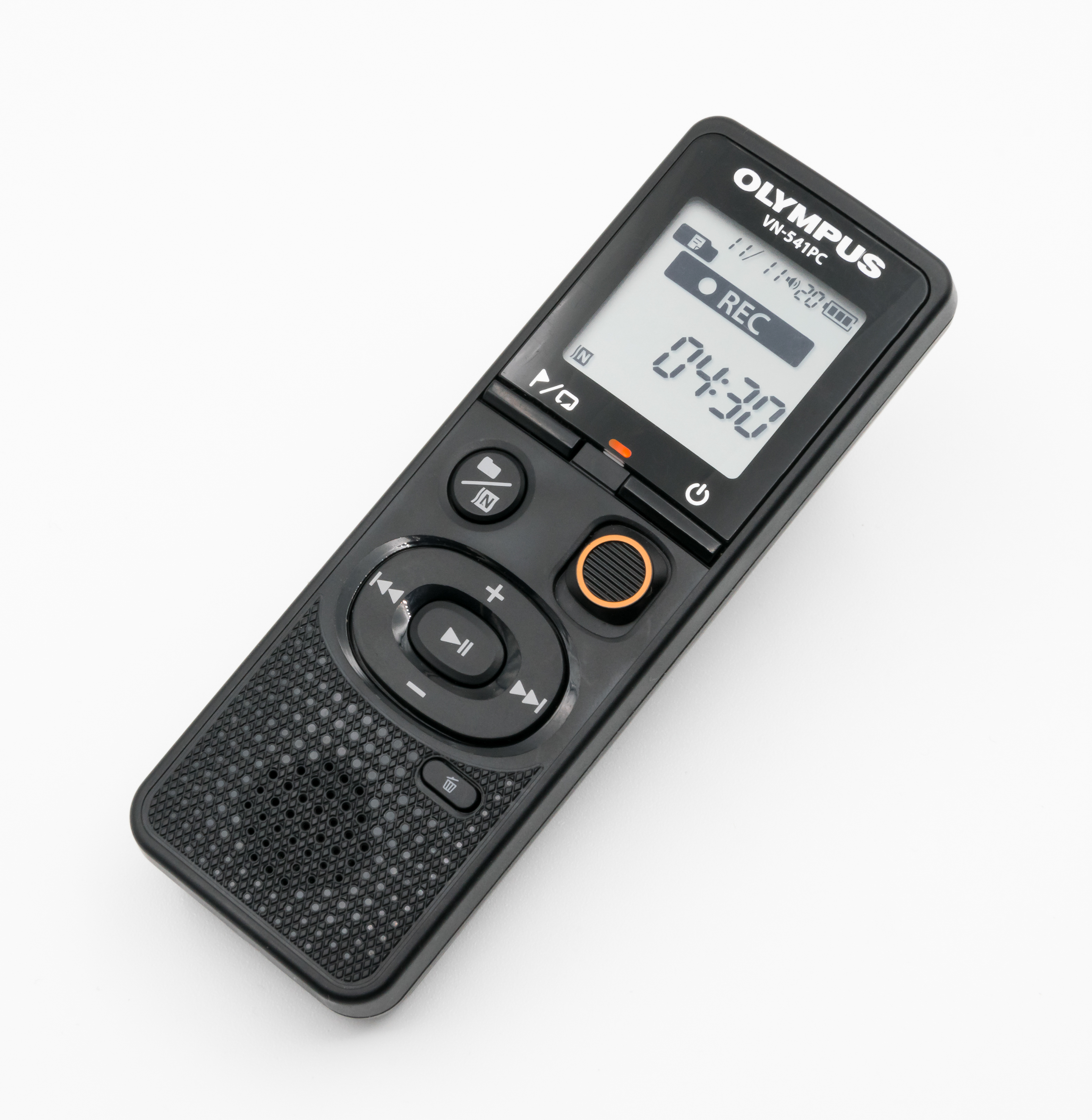
Cyfrowy dyktafon Olympus VN-541PC

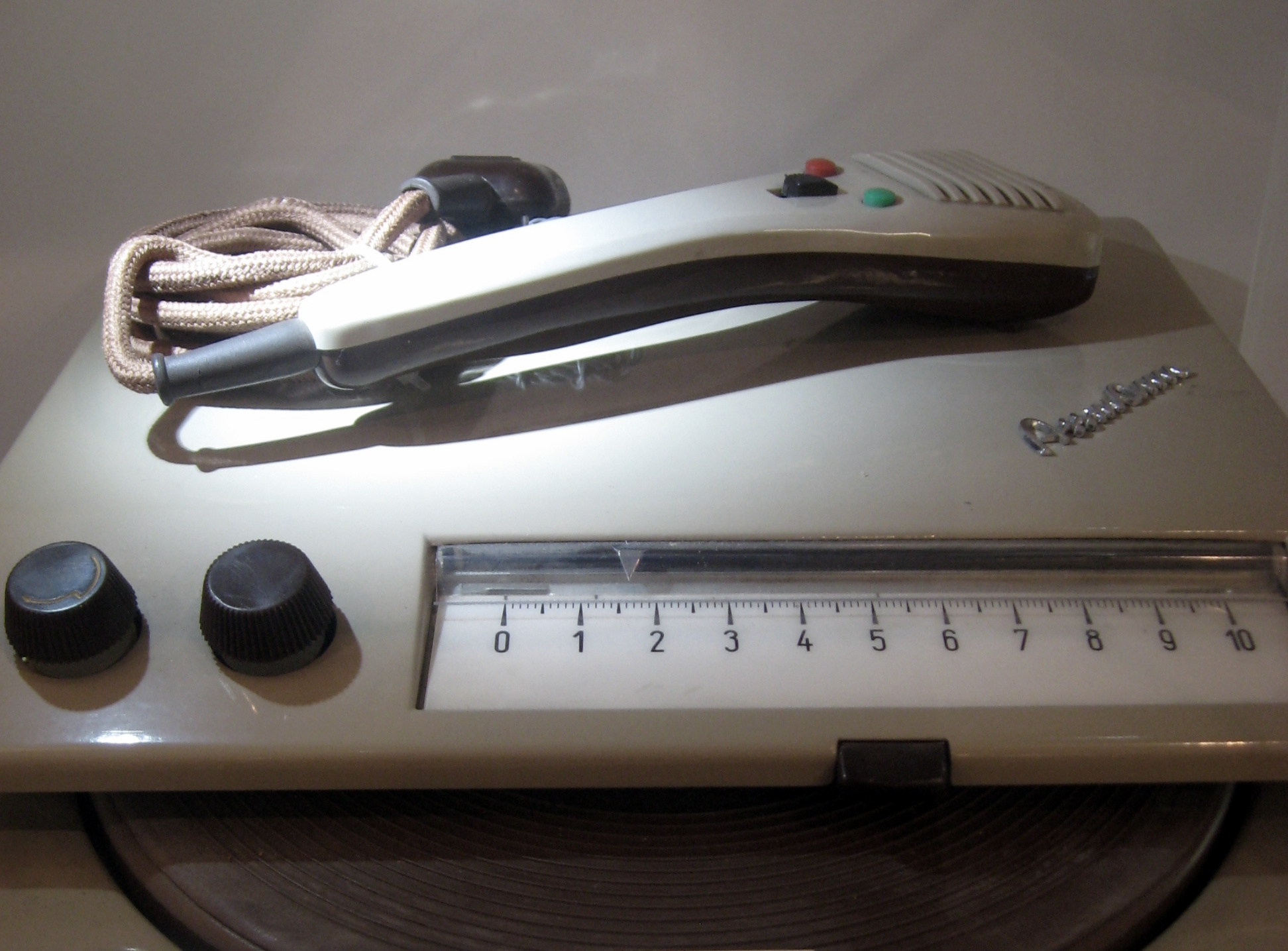
Dyktafon na płyty magnetyczne z lat 50. XX wieku

Dyktafon – przenośny magnetofon lub urządzenie cyfrowe z wbudowanym mikrofonem, umożliwiające nagrywanie i odtwarzanie dźwięku, np. mowy. Nośnikiem dźwięku może być kaseta magnetofonowa o różnym czasie nagrania i wielkości lub układ elektroniczny zapisujący w formie cyfrowej skompresowany dźwięk.
Dyktafon został wynaleziony przez Thomasa Alvę Edisona. Nazwa pochodzi od amerykańskiej firmy Dictaphone, która od prawie stu lat zajmuje się konstruowaniem urządzeń do zapisu dźwięku.
Dyktafon może być wykorzystywany do:
- przeprowadzania wywiadów
- dyktowania zadań do wykonania współpracownikom
- dyktowania tekstów do przepisania
- nagrywania własnych przemyśleń
- nagrywania muzyki (choć w nieprofesjonalnej jakości)

Dyktafony są zazwyczaj wyposażone w system aktywujący nagrywanie w momencie pojawienia się dźwięku. Mogą posiadać wejście dla dodatkowego mikrofonu oraz funkcję przyśpieszającą lub spowalniającą odsłuchiwanie. Współdziałają z urządzeniami sekretarskimi służącymi do odsłuchiwania tekstów przez kopistkę w dobranym tempie, w celu przepisania ich. Obecnie często zintegrowane są z innymi urządzeniami, np. telefonem komórkowym lub przenośnym odtwarzaczem mp3.